# Степное сельское поселение (Челябинская область)
Степное се́льское поселе́ние — муниципальное образование в Верхнеуральском районе Челябинской области Российской Федерации. В рамках административно-территориального устройства муниципальное образование  соответствует административно-территориальной единице Степной сельсовет.
Административный центр — село Степное.

## История
Статус и границы сельского поселения установлены Законом Челябинской области от 12 июля 2004 года № 247-ЗО «О статусе и границах Верхнеуральского муниципального района, городских и сельских поселений в его составе»

## Население
| 2002  | 2010  | 2011  | 2012  | 2013  | 2014  | 2015  |
| ----- | ----- | ----- | ----- | ----- | ----- | ----- |
| 2420  | ↘1967 | ↘1966 | ↘1926 | ↘1903 | ↘1873 | ↘1840 |
| 2016  | 2017  | 2018  | 2019  | 2020  | 2021  |       |
| ↘1800 | ↘1784 | ↘1749 | ↘1716 | ↘1661 | ↗1739 |       |

## Состав сельского поселения
| № | Населённый пункт | Тип населённого пункта       | Население |
| - | ---------------- | ---------------------------- | --------- |
| 1 | Большой Бугодак  | село                         | ↘162      |
| 2 | Волковский       | посёлок                      | ↘302      |
| 3 | Вятский          | посёлок                      | ↘201      |
| 4 | Жуковский        | посёлок                      | ↘26       |
| 5 | Кожанов          | посёлок                      | ↘136      |
| 6 | Малый Бугодак    | посёлок                      | ↘152      |
| 7 | Степное          | село, административный центр | ↘988      |